# Fabien Haziza
Pour les articles homonymes, voir Haziza.
Fabien Haziza, né le 5 avril 1906 à Oran (Algérie française) et mort le 30 avril 2001 à Agen, est un acteur français.

## Biographie
En dehors des pièces et des films qu'il a interprétés entre 1916 et 1930, on sait peu de choses de Fabien Haziza. On ignore en particulier dans quelles circonstances ce fils d'instituteur oranais a obtenu à l'âge de 10 ans son premier rôle au cinéma dans Judex, un film de Louis Feuillade tourné en pleine guerre loin de sa ville natale.
Comme pour sa sœur Gilberte Haziza, sa carrière d'acteur s'achève en 1930 avec l'avènement du cinéma parlant. On perd sa trace à partir de 1938, année de son mariage à Loudun.

## Carrière au théâtre
- 1918 : Les Gosses dans les ruines, pièce en 1 acte de Francisque Poulbot et Paul Gsell, musique de scène de Déodat de Séverac, au théâtre des Arts (18 avril) : Jeannot[5]
- 1926 : Tartempion a les pieds plats, vaudeville militaire en 3 actes d'Henri Pons, au Trianon-Palace d'Alger (22 mars)

## Carrière au cinéma
- 1916 : Judex, film en 12 épisodes de Louis Feuillade : Judex enfant
- 1917 : Loin du foyer, court-métrage de Pierre Bressol
- 1918 : La Faute d'orthographe, court-métrage de Jacques Feyder
- 1920 : Au travail, film en 7 épisodes d'Henri Pouctal : Nanet enfant (avec Gilberte Haziza)
- 1920 : Les Mystères du ciel, de Gérard Bourgeois[6]
- 1921 : Gigolette, d'Henri Pouctal : Charles enfant
- 1921 : La Pocharde, film en 12 chapitres d'Henri Etiévant : Urbain du Thiellay enfant
- 1921 : Les Parias de l'amour, de Paul Garbagni
- 1923 : Romain Kalbris de Georges Monca : Romain Kalbris
- 1923 : Le Double, d'Alexandre Ryder
- 1923 : La Maison du mystère, d'Alexandre Volkoff : Pascal enfant
- 1924 : Voulez-vous faire du cinéma ?, court-métrage de Pierre Ramelot et René Alinat : Robert, l'amoureux
- 1924 : Les Grands, d'Henri Fescourt : Surot
- 1924 : Surcouf, de Luitz-Morat[7]
- 1925 : Veille d'armes, de Jacques de Baroncelli : le canonnier Leduc
- 1925 : Amour et carburateur, de Pierre Colombier : le boxeur gigolo[8]
- 1925 : Poil de carotte, de Julien Duvivier : Félix Lepic[9]
- 1927 : Napoléon, d'Abel Gance : Bonaparte
- 1927 : Feu !, de Jacques de Baroncelli : un marin du contre-torpilleur
- 1929 : Les Fourchambault, de Georges Monca
- 1930 : Au Bonheur des dames de Julien Duvivier : Colomban[10]

Rôle attribué à tort à Fabien Haziza :
- 1917 : Le Petit chaperon rose, court-métrage de Maurice Poggi : rôle-titre interprété par Gilberte Haziza.